# U-103 (1940)
U-103 — німецький великий океанський підводний човен типу IX-B військово-морських сил Третього Рейху.

## Історія
U-103 до вересня 1940 був приписаний до Вільгельмсгафен. Після цього до січня 1944 базувався у французькому порті Лор'ян. З січня 1944 використовувався як навчальний ПЧ 24-ї флотилії у Мемелі. 13 березня 1944 виведений з діючого флоту і до квітня 1945 використовувався у 4-му, згодом 2-му навчальному дивізіоні ПЧ.
- 1-й похід 29 вересня (Кіль) — 19 жовтня 1940 (Лор'ян). ПЧ пройшов 3400 морських миль, потопив 5 кораблів у 20 279 брт, пошкодив один у 3697 брт.
- 2-й похід 9 листопада 1940 (Лор'ян) — 12 грудня 1940 (Лор'ян). ПЧ пройшов у Північній Атлантиці 3500 морських миль, потопив 7 кораблів 38 465 брт.
- 3-й похід 21 січня 1941 (Лор'ян) — 24 лютого 1945 (Лор'ян). ПЧ потопив у Північній Атлантиці 3 кораблі 10 516 брт, пошкодив один 10 516 брт.
- 4-й похід 1 квітня 1941 (Лор'ян) — 12 липня 1941 (Лор'ян). ПЧ поповнював запаси 14/15 травня з корабля постачання «Egerland». Затопив 12 кораблів 58 553 брт.
- 5-й похід 10 вересня 1941 (Лор'ян) — 9 листопада 1941 (Лор'ян). ПЧ пройшов 9400 морських миль у Центральній Атлантиці і потопив 2 кораблі 10 594 брт.
- 6-й похід 3 січня 1942 (Лор'ян) — 1 березня 1942 (Лор'ян). ПЧ пройшов 7050 морських миль у Західній Атлантиці біля узбережжя США і затопив 4 кораблі 26 539 брт.
- 7-й похід 15 квітня 1942 (Лор'ян) — 22 червня 1942 (Лор'ян). ПЧ пройшов 10 950 морських миль до Карибів, затопив 9 кораблів 42 169 брт.
- 8-й похід 21 жовтня 1942 (Лор'ян) — 29 грудня 1942 (Лор'ян). ПЧ пройшов 9800 морських миль над і 740 морських миль під водою. Поповнював запаси з ПЧ U 509 і U 463. Потопив 2 кораблі 11 430 брт, пошкодив один 13 945 брт.
- 9-й похід 7 лютого 1943 (Лор'ян) — 26 березня 1943 (Лор'ян). ПЧ пройшов 6771 морську милю над і 842 морські милі під водою біля Азор і не потопив жодного корабля.
- 10-й похід 24 квітня 1943 (Лор'ян) — 26 травня 1943 (Лор'ян). ПЧ пройшов 4151 морську милю над і 457 морських миль під водою у Північній Атлантиці і не атакував жодного корабля.
- 11-й похід. 25 липня 1943 ПЧ вийшов з Лор'ян і через пошкодження 26 липня повернувся назад. При ремонті була перебудована ходова рубка. 18 вересня 1943 покинув Лор'ян і 1 січня 1944 прибув до Бергена.

3 січня 1944 вийшов із Бергена і 7 січня прибув у Кіль. У березні 1944 перебував у Штеттені і в лютому 1945 переведений до Гамбурга, Кіля, де 15 квітня був пошкоджений бомбою. 3 травня 1945 підірваний екіпажем і покинутий.